# Ján Palárik
Ján Palárik (n. 27 aprilie 1822, Raková, Žilinský kraj, Slovacia – d. 7 decembrie 1870, Majcichov, Trnavský kraj, Slovacia) a fost un preot catolic slovac, scriitor, dramaturg și publicist. Alături de Ján Chalupek și Jonáš Záborský este unul dintre cei mai importanți reprezentanți ai dramaturgiei slovace din secolul al XIX-lea.
Comediile și dramele lui Palárik, considerate prea sentimentale și moraliste, nu au avut succes. Cele mai cunoscute sunt comediile „Inkognito”, „Drotár”, „Zmierenie alebo Dobrodružstvo pri obžinkoch” și tragedia „Dimitrij Samozvanec” (Pest, 1870). În plus, a scris manuale de gramatică și de religie pentru școlile elementare în limba slovacă.